# Passe-passe
Passe-Passe (br: Amor e Outras Confusões) é um filme francês de 2008 dirigido por Tonie Marshall.

## Elenco
- Nathalie Baye - Irène Montier-Duval
- Édouard Baer - Darry Marzouki
- Guy Marchand - Pierre Delage, o Ministro
- Mélanie Bernier - Sonia Yacovlev
- Joey Starr - Max
- Maurice Bénichou - Serge
- Bulle Ogier - Madeleine, mãe de Darry
- Sandrine Le Berre - Carine, irmã de Darry
- Michel Vuillermoz - Sacha Lombard
- Hippolyte Girardot - O homem de camisa branca
- Samir Guesmi - enfermeiro